# Marcos Frota
Marcos Magano Frota (Guaxupé, 29 de setembro de 1956) é um ator, trapezista e empresário brasileiro. Com uma vasta carreira no teatro, televisão, cinema, e posteriormente no circo, tornou-se conhecido por papéis em telenovelas da Rede Globo, como Vereda Tropical (1984), Mulheres de Areia (1993), A Próxima Vítima (1995), O Clone (2001) e América (2005).

## Carreira
Atuou em Vereda Tropical como o tímido e fantasioso jovem Téo (que costumava sonhar que era um super-herói). Atuou também em América de Glória Perez como Jatobá, um cego que enfrentava as dificuldades do cotidiano — de forma análoga à telenovela O Sexo dos Anjos, em que viveu o surdo Tomás. Seus papéis de maior sucesso na televisão foram Tonho da Lua em Mulheres de Areia (1993), Diego Bueno em A Próxima Vítima (1995) e Danilo Escobar em O Clone (2001).
Em 1986, interpretou Henrique na novela Cambalacho de Silvio de Abreu, Henrique é um jovem que larga os estudos na PUC para se tornar um trapezista de circo. Após o papel na novela, passou a se envolver de verdade com espetáculos circenses. Desde 1995, mantém o Grande Circo Popular do Brasil (conhecido também como Marcos Frota Circo Show), em que ele próprio atuou no trapézio algumas vezes. É também embaixador do Circo dos Sonhos e mantém a Universidade do Circo (Unicirco), uma escola de formação de artistas circenses. Em 2023 é garoto propaganda do Mirage Circus.

## Vida pessoal

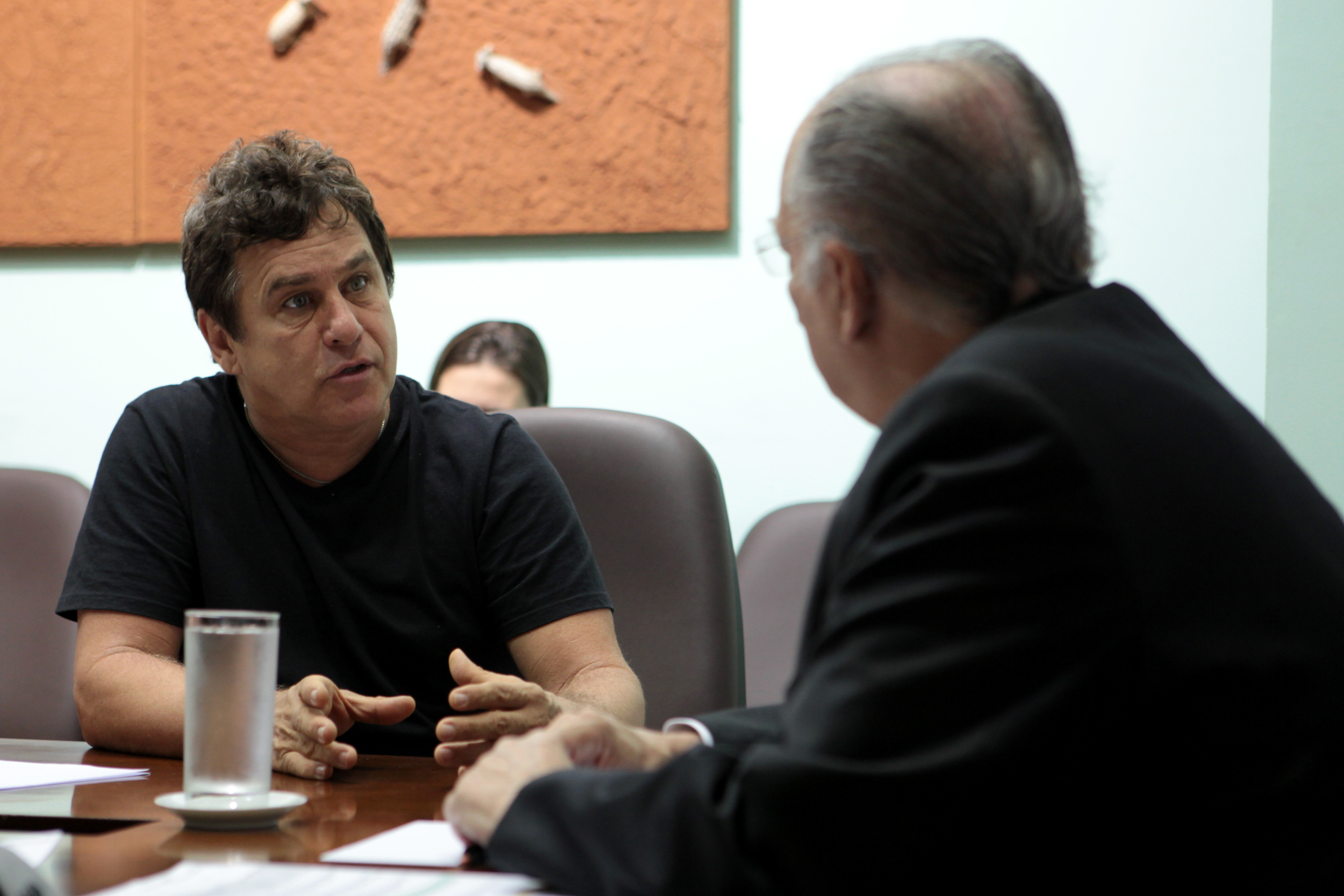
Marcos Frota e o ministro da cultura Roberto Freire em Brasília, 2017.

Entre 1976 e 1993 foi casado com a empresária Cibele Ferreira, que faleceu em 1993 em um acidente. Com a primeira esposa teve três filhos: Amaralina, nascida em 1979, Apoena, nascido em 1981, e Tainã, nascido em 1989. Em 1996 começou a namorar a atriz Carolina Dieckmann, com quem foi casado entre 1997 e 2003 e teve um filho chamado Davi, nascido em 1999. É um associado do Movimento Humanos Direitos.

## Filmografia

### Cinema
| Ano  | Título                                         | Personagem    | Notas        |
| ---- | ---------------------------------------------- | ------------- | ------------ |
| 1985 | Tropclip                                       | Emiliano      |              |
| 1985 | Os Bons Tempos Voltaram: Vamos Gozar Outra Vez | Edinho        |              |
| 1988 | Banana Split                                   | Ted           |              |
| 1993 | Vagas para Moças de Fino Trato                 | Alfredo       |              |
| 2000 | Xuxa Popstar                                   | JP            |              |
| 2012 | Madagascar 3: Os Procurados                    | Stefano (voz) | Dublagem     |
| 2013 | Orlando Orfei, O Homem do Circo Vivo           | Ele mesmo     | Documentário |
| 2017 | Os Saltimbancos Trapalhões: Rumo a Hollywood   | Assis Satã    |              |
| 2018 | O Grande Circo Místico                         | Oswaldão      |              |

### Televisão
| Ano  | Título                       | Personagem                          | Notas |
| ---- | ---------------------------- | ----------------------------------- | --- |
| 1976 | O Julgamento                 | Fernando                            | |
| 1976 | Escrava Isaura               | Eurípedes                           | |
| 1977 | Nina                         | David                               | |
| 1979 | Malu Mulher                  | Esdras                              | Episódio: "O Silêncio de Deus" |
| 1979 | Carga Pesada                 | Justo                               | Episódio: "A Procura" |
| 1982 | Elas por Elas                | Otávio                              | |
| 1983 | Fernando da Gata             | Juan Ramirez                        | |
| 1984 | Anarquistas, Graças a Deus   | Remo Gattai                         | |
| 1984 | Caso Verdade                 | Tony / Teodoro                      | Episódio: "Esperança" Episódio: "Os Gêmeos"                                                                                       |
| 1984 | Vereda Tropical              | Teófilo de Oliva Salgado (Teozinho) | |
| 1986 | Cambalacho                   | Ricardo Pereira Romano (Rick)       | |
| 1987 | O Outro                      | Pedro Ernesto Della Santa           | |
| 1987 | Sassaricando                 | Carlos Alberto Bacellar (Beto)      | |
| 1989 | O Sexo dos Anjos             | Tomás Muniz                         | |
| 1990 | Mico Preto                   | Astor Pinheiro                      | |
| 1991 | Vamp                         | Augusto Sérgio Frost                | |
| 1993 | Mulheres de Areia            | Tonho da Lua                        | |
| 1994 | Você Decide                  | Dr. Virgílio                        | Episódio: "O louco" |
| 1994 | Você Decide                  | Mariano                             | Episódio: "A expulsão do paraíso"                                                                                                 |
| 1995 | A Próxima Vítima             | Diego Bueno                         | |
| 1996 | Malhação de Verão            | Hugo                                | |
| 1996 | Malhação 1996                | Hugo                                | Temporada 2 |
| 1997 | A Indomada                   | Artêmio Taylor                      | |
| 1998 | Hilda Furacão                | Padre Geraldo                       | |
| 1998 | Era uma Vez...               | Horácio Zanella                     | |
| 2000 | Aquarela do Brasil           | Casaca                              | Episódio: "22 de agosto" |
| 2000 | Uga Uga                      | Nikolaos Karabastos Júnior (Nikos)  | Episódio: "8 de maio" |
| 2001 | O Clone                      | Dr. Danilo Escobar (Escobar)        | |
| 2003 | Chocolate com Pimenta        | Morcego Voador                      | Episódios: "3–5 de dezembro" |
| 2005 | América                      | Pedro Jatobá (Jatobá)               | |
| 2008 | Casos e Acasos               | Evandro / César / Alberto           | Episódio: "O Flagra. a Demissão e a Adoção" Episódio: "O Carro, o E-mail e o Rapper" Episódio: "O Ultimato, o Vândalo e a Pensão" |
| 2008 | Faça Sua História            | Passageiro                          | Episódio: "Corrida Noturna" |
| 2010 | Ti Ti Ti                     | Joel Massa (Massa)                  | |
| 2011 | Aventuras do Didi            | Amaral                              | Episódio: "10 de julho" |
| 2015 | Malhação: Seu Lugar no Mundo | Menelau Mello                       | Episódio: "17 de agosto–18 de setembro"                                                                                           |
| 2015 | Malhação: Os Desatinados     | Menelau Mello                       | Obra derivada de Malhação: Seu Lugar no Mundo                                                                                     |
| 2016 | Tá no Ar: A TV na TV         | Tonho de Luca                       | Episódio: "17 de fevereiro" |
| 2016 | Sol Nascente                 | Beto Marambaia                      | Episódios: "9–11 de novembro" |

## Prêmios e indicações
| Ano  | Associações                                 | Categoria                                   | Nomeações         | Resultado |
| ---- | ------------------------------------------- | ------------------------------------------- | ----------------- | --------- |
| 1981 | Prêmio APCA de Teatro                       | Melhor Ator — Teatro Infantil               | Como a Lua        | Venceu    |
| 1981 | Prêmio Molière                              | Melhor Ator                                 | Como a Lua        | Venceu    |
| 1985 | Prêmio APCA de Televisão                    | Melhor Ator Revelação — Televisão           | Vereda Tropical   | Venceu    |
| 1994 | Troféu Imprensa                             | Melhor Ator                                 | Mulheres de Areia | Indicado  |
| 2005 | Troféu Samba de Primeira - Tamborim de Ouro | Televisão                                   | América           | Venceu    |
| 2006 | Prêmio Jatobá                               | Prêmio Especial de Melhor Ator              | América           | Venceu    |
| 2006 | Prêmio Contigo! de TV                       | Melhor Atriz Coadjuvante de Novela ou Série | América           | Indicado  |
| 2018 | Assembléia Legislativa de São Paulo         | Honra ao Mérito (Homenagem Dia do Circo)    | —                 | Venceu    |